# Проскура Георгій Федорович
Георгій Федорович Проскура (16 квітня 1876, Сміла Черкаського повіту Київської губернії — 30 жовтня 1958, Харків) — український радянський вчений, академік НАН України (1929), лауреат Державної премії СРСР (1943), заслужений діяч науки і техніки УРСР (1944), доктор технічних наук, професор, видатний вчений у галузі аерогідродинаміки і гідромашинобудування. Депутат Верховної Ради СРСР 1-го скликання.

## Біографія
Народився 28 квітня 1876 року в місті Сміла Черкаського повіту Київської губернії в родині службовця, батько працював на місцевому кустарному шкіряному підприємстві. Після закінчення Єлисаветградського реального училища в 1895 році вступив до МВТУ ім. М.Баумана. Навчався у Миколи Жуковського. У 1901 р. закінчив училище з кваліфікацією «Інженер-механік».
З 1901 року викладав у Харківському технологічному інституті. Вже у 1902 році для підготовки до професорської діяльності Проскура був направлений у відрядження до Цюріхського політехнікуму (Швейцарія) для вивчення типів гідравлічних машин.
Повернувшись в Харків у 1904 році, увійшов до групи професорів, які підтримали студентські виступи бурхливого 1905 року. Тільки лібералізація вищої школи дозволила йому повернутися в Харківський технологічний інститут у 1906 році, з яким він пов'язав усе своє подальше життя. З 1911 року — професор Харківського технологічного інституту. З перших днів своєї роботи він брав участь у діяльності студентського науково-технічного товариства інституту, став заступником голови товариства, залучав талановитих студентів до наукових досліджень. При товаристві організував та очолив аеросекцію.
У 1914 р. створив та очолив у ХТІ гідравлічну лабораторію, у 1922 р. заснував науково-дослідну кафедру гідравліки й авіації.
12 березня 1923 року за його ініціативи засновано Товариство авіації та повітроплавання України і Криму. Увійшов до президії цієї організації та редакційної колегії журналу «Повітряний флот». У 1923 році члени авіаційної секції домоглися відкрити авіаційну спеціальність на механічному факультеті. Проскура за власною ініціативою починає читати необов'язковий курс з повітроплавання. В тому ж році створив аерогідродинамічну лабораторію, яка в 1930 році перетворилася в Харківський авіаційний інститут.
У 1922—1925 рр. був проректором ХТІ із навчальної роботи, завідувачем кафедри гідроаеродинаміки, у 1927—1929 рр. — деканом механічного факультету.
Під його керівництвом у 1924 р. збудовано три планери для участі у Всесоюзних планерних змаганнях в Коктебелі (Планерське).
Від 1929 р. — дійсний член Української академії наук, завідувач кафедри аеродинаміки та голова відділення технічних наук АН УРСР.
З його ініціативи у Харкові було відкрито НДІ промислової енергетики АН УРСР, у якому він очолив гідравлічний відділ (1929—1936).
Після реорганізації ХТІ він одночасно працював у двох вишах. Керував кафедрою гідротурбобудування, гідромашинобудування, гідромеханічною лабораторією Харківського механіко-машинобудівного інститута (ХММІ). Був деканом механічного (1936) та машинобудівного (1937—1939) факультетів ХММІ. Крім того, очолював кафедру аеродинаміки ХАІ.
З 1944 по 1955 рр. був директором лабораторії швидкохідних машин і механізмів АН УРСР.
У 1974 році Академія наук УРСР встановила премію його імені (Премія НАН України імені Г. Ф. Проскури).

## Науковий доробок
Автор низки класичних робіт із гідро- та аеродинаміки, теорії турбомашин, відцентрових і пропелерних насосів, теорії вітродвигунів, водяних турбін і кавітації в гідротурбомашинах. Один із перших радянських розробників теорії пропелерових насосів водяних турбін.

## Основні праці
Автор понад 70 друкованих наукових праць, серед них:
- Відцентрові і пропелерні помпи, 2 вид., М., 1932;
- Гідродинаміка турбомашин, 2 вид., Київ. 1954;
- Узагальнені кавитаційні характеристики водяних турбін, в кн.: Збірник праць лабораторії проблем швидкохідних машин і механізмів, вид. 3, Київ. 1953.

## Нагороди та відзнаки
- два ордени Леніна (22.06.1946,)
- орден Трудового Червоного Прапора (28.08.1944)
- медалі
- Заслужений діяч науки і техніки УРСР (1944)
- Лауреат Сталінської премії (1943).